# Доня Чемерниця
Доня Чемерниця (хорв. Donja Čemernica) — населений пункт у Хорватії, у Сисацько-Мославинській жупанії у складі громади Топусько.

## Населення
Населення за даними перепису 2011 року становило 170 осіб.
Динаміка чисельності населення поселення:

## Клімат
Середня річна температура становить 10,67 °C, середня максимальна – 25,45 °C, а середня мінімальна – -6,46 °C. Середня річна кількість опадів – 1058 мм.
| Клімат поселення                              | Клімат поселення | Клімат поселення | Клімат поселення | Клімат поселення | Клімат поселення | Клімат поселення | Клімат поселення | Клімат поселення | Клімат поселення | Клімат поселення | Клімат поселення | Клімат поселення | Клімат поселення |
| Показник                                      | Січ.             | Лют.             | Бер.             | Квіт.            | Трав.            | Черв.            | Лип.             | Серп.            | Вер.             | Жовт.            | Лист.            | Груд.            |                  |
| Середній максимум, °C                         | 7,04             | 9,02             | 13,53            | 17,76            | 22,28            | 25,45            | 24,67            | 23,93            | 20,44            | 15,44            | 9,54             | 5,36             |                  |
| Середня температура, °C                       | 0,30             | 2,26             | 6,77             | 10,99            | 15,53            | 18,70            | 20,36            | 19,62            | 16,13            | 11,11            | 5,22             | 1,06             |                  |
| Середній мінімум, °C                          | −6,46            | −4,48            | 0,02             | 4,25             | 8,77             | 11,94            | 16,05            | 15,29            | 11,80            | 6,80             | 0,89             | −3,26            |                  |
| Норма опадів, мм                              | 65               | 64               | 74               | 88               | 89               | 98               | 93               | 94               | 99               | 102              | 108              | 84               |                  |
| Середньомісячна швидкість вітру, м/с          | 1.60             | 1.70             | 2.10             | 2.02             | 1.89             | 1.70             | 1.70             | 1.50             | 1.50             | 1.56             | 1.62             | 1.64             |                  |
| Середньомісячна сонячна радіація, кДж/м²·день | 4263             | 6991             | 10596            | 15068            | 19315            | 21285            | 22468            | 19421            | 14321            | 8975             | 4714             | 3480             |                  |
| --------------------------------------------- | ---------------- | ---------------- | ---------------- | ---------------- | ---------------- | ---------------- | ---------------- | ---------------- | ---------------- | ---------------- | ---------------- | ---------------- | ---------------- |
| Джерело:                                      |                  |                  |                  |                  |                  |                  |                  |                  |                  |                  |                  |                  |                  |